# Лаковников, Павел Иванович
Павел Иванович Лаковников (15 декабря 1892, Брусяны, Симбирская губерния — 12 апреля 1973, Москва) — советский военачальник, генерал-майор артиллерии СССР.

## Биография[1]
Павел Иванович Лаковников родился 15 декабря 1892 года в с. Брусяны Ставропольского района.
Поступил на службу в ВМС с 1913 года — матрос 1-го Балтийского флотского экипажа. В 1914 году окончил Кронштадтскую школу комендоров, был направлен на крейсер «Диана» Балтийского флота.
Участник Первой мировой войны в звании унтер-офицер. Был награждён Георгиевской медалью «За храбрость».
Участник Гражданской войны. С марта 1919 по декабрь 1920 воевал на Азовском и Чёрном морях против белогвардейцев адмирала А. В. Колчака и генерала П. Н. Врангеля.
В 1925 году окончил Высшую артиллерийскую школу в г. Пушкин (класс береговой артиллерии), затем был назначен на должность командира 1-й группы береговой артиллерии Крымского района береговой обороны.
1926 — командир 2-го, а затем 42-го артдивизионов.
После окончания специальных курсов ВМС РККА в марте 1930 года назначен командиром и военкомом Батумского района береговой охраны, затем на других должностях.
6.1935 — назначен на должность коменданта Мурманского укрепленного района Северного Флота.
22 июня 1938 года П. И. Лаковников был обвинен в военном заговоре на Северном флоте, наряду с другими командирами объявлен «заговорщиком, вредителем, врагом народа» и арестован. Освобожден в декабре 1939 года, в январе 1940 году восстановлен в кадрах ВМФ.
06.1940 — назначен комендантом Кронштадтского сектора береговой обороны главной базы Краснознаменного Балтийского флота.
07.1941 — комендант Ижорского укрепрайона КБФ, командующий артиллерией.
16.9.1841 — присвоено звание генерал-майора береговой службы.
5.01.1943 — назначен начальником береговой обороны Беломорской флотилии.
10.1944 — по состоянию здоровья переведен комендантом Хасанского сектора береговой обороны Тихоокеанского флота.
Участвовал в войне с Японией в сентябре 1945 года. Дальнейшая служба генерал-майора проходила на Тихоокеанском флоте.
1952 — был переаттестован, присвоено звание генерал-майора артиллерии.
Уволен в запас в запас в апреле 1953 года.
Скончался 12 апреля 1973 года в Москве, там же был похоронен.

## Награды[4]
- Орден Красной Звезды — 1936
- Орден Красного Знамени дважды — 1944, 1948
- Орден Ленина — 1945
- Орден Отечественной войны I степени — 1943
- Медали, именное оружие.